# Piskaborn
Piskaborn ist ein eingemeindeter Ortsteil von Mansfeld und befindet sich im Mansfelder Land in Sachsen-Anhalt. Der Ort mit etwa 300 Einwohnern liegt auf einer Bergkuppe oberhalb der Wipper.

## Geschichte
Den Ort Piskaborn, ein wendisches Straßendorf, soll König Otto III. im Jahre 992 seiner Tante Mathilde von Quedlinburg anlässlich einer Klostergründung geschenkt und der Lehensoberheit des Erzbistums von Magdeburg unterstellt haben. Ab 1420 kam das Dorf Besekenborn zu den Mansfelder Grafen.
Am 20. Juli 1950 wurde die bis dahin eigenständige Gemeinde Wimmelrode eingegliedert.
Die im neogotischen Stil aus Backsteinen erbaute Dorfkirche St. Nicolaus ist das beherrschende Bauwerk des Ortes. Im Ort gibt es einen Fußballverein und es finden jährlich Country-Feste des diesem Fußballvereins angeschlossenen Country-Clubs statt.
Am 1. Januar 2005 wurde Piskaborn in die Stadt Mansfeld eingegliedert.